# 奥包乌伊洛克
奥包乌伊洛克（匈牙利語：Abaújlak）是匈牙利包尔绍德-奥包乌伊-曾普伦州所辖的一个村。总面积7.06平方公里，总人口111，人口密度15.7人/平方公里（2011年1月1日）。